# جان سی ریون
جان کارلایل ریون  (انگلیسی: John C. Raven; ۲۸ ژوئن ۱۹۰۲ – ۱۰ اوت ۱۹۷۰) دانشمند در زمینه روان‌شناسی اهل بریتانیا بود. او به دلیل کمک هایش به روان‌سنجی شهرت دارد.